# 蘇姆省
蘇姆省（法語：Soum）是布基納法索薩赫勒大區西部的一個省，面積12,222平方公里。2006年人口348,341人。首府吉博。
本區下轄八縣。

## 友好城市
- 法國 布拉姆